# Darkoneta quetzal
Espèce
Darkoneta quetzal est une espèce d'araignées aranéomorphes de la famille des Archoleptonetidae.

## Distribution
Cette espèce est endémique du département de Zacapa au Guatemala,. Elle se rencontre dans la Sierra de las Minas.

## Description
Le mâle holotype mesure 0,9 mm et la femelle paratype 0,93 mm.

## Systématique et taxinomie
Cette espèce a été décrite par Ledford et Griswold en 2010.

## Étymologie
Son nom d'espèce lui a été donné en référence au Quetzalcóatl.

## Publication originale
- Ledford & Griswold, 2010 : « A study of the subfamily Archoleptonetinae (Araneae, Leptonetidae) with a review of the morphology and relationships for the Leptonetidae. » Zootaxa, no 2391, p. 1-32.